# Sergentomyia spinosior
Sergentomyia spinosior är en tvåvingeart som först beskrevs av Quate 1967.  Sergentomyia spinosior ingår i släktet Sergentomyia och familjen fjärilsmyggor. Inga underarter finns listade i Catalogue of Life.